# Henry Pozzi
Henry Pozzi (Bergerac 1879., – 1946.), bio je francuski političar, diplomat, novinar i autor.

## Životopis
Henry Pozzi rodio se u mjestu Bergerac u francuskoj regiji Akvitaniji, 1879. godine, u staroj francuskoj protestantskoj obitelji. Njegova majka bila je Engleskinja, izravni potomak obitelji Hampden. Pozzi je gotovo trideset godina radio za francusku i britansku tajnu službu na Balkanu i centralnoj Europi. Nakon toga deset je godina radio kao strani dopisnik pariških novina Le Temps.

## Rat se vraća...
Pozzi je napisao djelo La Guerre revient... (Rat se vraća...), 1933. godine. Na engleskom jeziku tiskano je 1935. godine kao Black hand over Europe, consisting of War is coming again od nakladnika The Francis Mott Co., a preveo ga je Francis J. Mott. To je djelo u kome autor razmatra političku situaciju u Jugoslaviji između dva svjetska rata, i pokazuje kako je jugoslavenska država stvorena za svrhu provedbe srpske dominacije nad nesrpskim narodima u Jugoslaviji. Dva mjeseca nakon izdavanja knjige jugoslavenske su ga vlasti u odsutnosti osudile na kaznu dvadeset godina teškog rada a Bela ruka na smrt. Knjiga je bila zabranjena u zemljama Male Antante, Grčke i Turske. Prevedena je na engleski, talijanski, bugarski, madžarski i njemački jezik.

## Djela
- La Guerre revient... (Rat se vraća...), Pariz, 1933. (eng. izd. Black hand over Europe, consisting of War is coming again, London, 1935.; mađ. izd. A háború visszatér... 1935., prijetisak 1994.; bug. izd. Войната се връща Sofija, ?, 2. izd. Sofija, 1992., 3. izd. Sofija, 2009.; Black hand over Europe, Zagreb, 1994., prijetisak eng. izdanja iz 1935.)
- Les Coupables (Krivi), Pariz 1934. (mađ. izd. Századunk bűnősei, Budimpešta, 1936., prijetisak 1996.)
- La bataille contre la paix (Borba protiv mira), Pariz, 1939.

## Vanjske poveznice
- (engl.) Henri Pozzi: Black hand over Europe  Arhivirana inačica izvorne stranice od 17. siječnja 2012. (Wayback Machine) (prijetisak iz 1994.)